# Hynobius chinensis
Espèce
Statut de conservation UICN

 DD  : Données insuffisantes
Hynobius chinensis est une espèce d'urodèles de la famille des Hynobiidae.

## Répartition
Cette espèce est endémique de République populaire de Chine. Elle se rencontre du niveau de la mer à 1 400 m d'altitude dans la préfecture d'Yichang dans la province du Hubei et vers Chongan dans la province du Fujian.

## Étymologie
Son nom d'espèce, composé de chin et du suffixe latin -ensis, « qui vit dans, qui habite », lui a été donné en référence au lieu de sa découverte, la Chine.

## Publication originale
- Günther, 1889 : Third contribution to our knowledge of reptiles and fishes from the upper Yangtze-Kiang. Annals and Magazine of Natural History, sér. 6, no 4, p. 218-229 (texte intégral).